# رينيه ريان

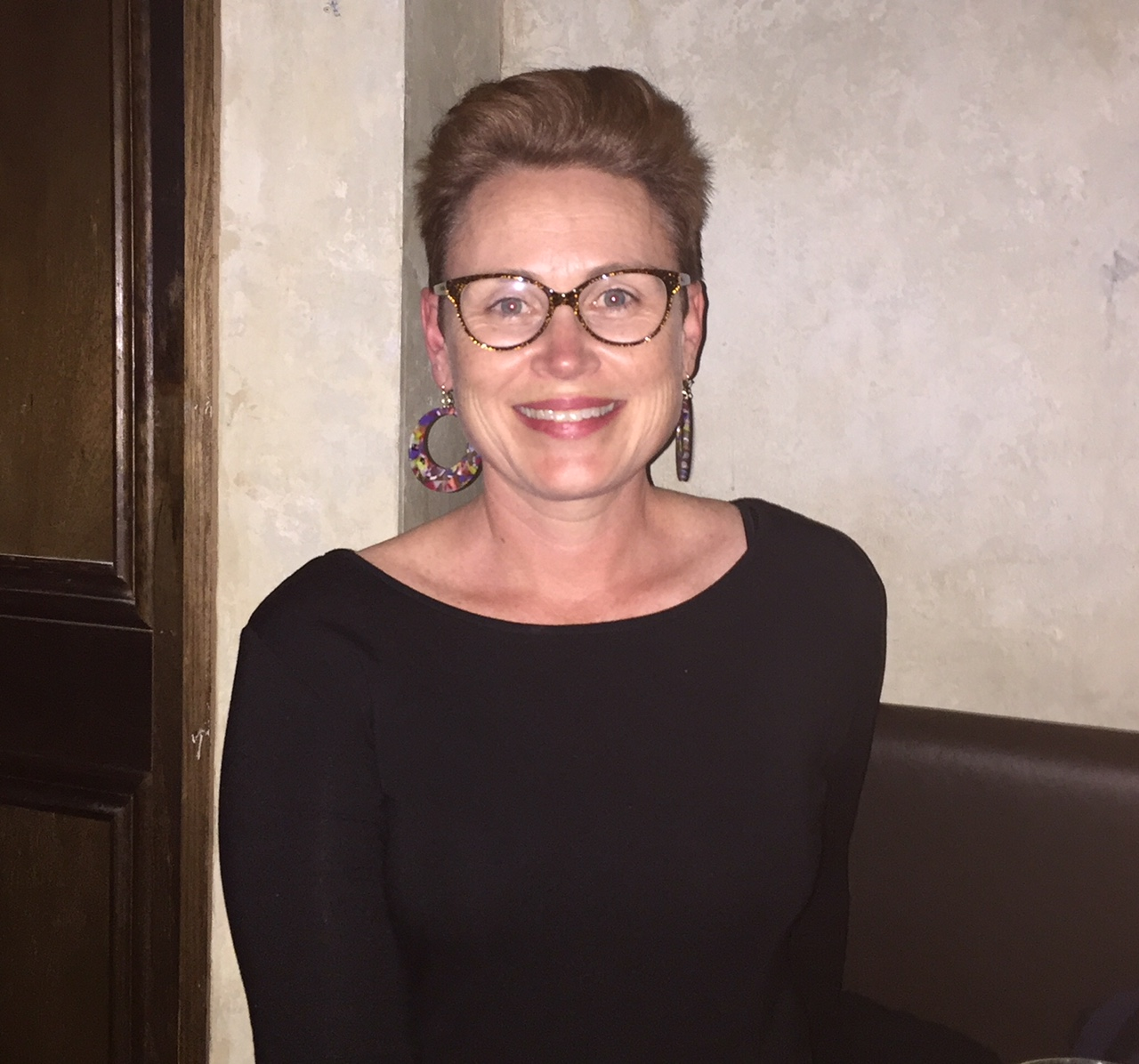
الأستاذة رينيه ريان ، مديرة العلوم والمساواة بين الجنسين في جامعة سيدني

الأستاذة رينيه. ام. ريان هي المديرة الأكاديمية لبرنامج المساواة بين الجنسين في جامعة سيدني، وباحثة في علم الأعصاب وعلم العقاقير وبروتينات النقل الغشائية. وهي مدافعة عن التغيير المنهجي لزيادة التنوع الأكاديمي.

## النشأة والتعليم
ولدت ونشأت ريان في الضواحي الشرقية لسيدني حيث التحقت بكلية بريجيدين راندويك. حصلت على درجة الدكتوراه من جامعة سيدني عام 2004. عملت كباحثة زميلة في دراسات ما بعد الدكتوراه في جامعة كولومبيا وكذلك في المعاهد الوطنية للصحة في الولايات المتحدة الأمريكية. عادت رايان إلى جامعة سيدني حيث تم تعيينها في عام 2010 كأستاذ مساعد في كلية سيدني الطبية. تستخدم رايان البيولوجيا الهيكلية والتقنيات الفيزيائية الحيوية لفحص المضخات الجزيئية التي تنقل الأحماض الأمينية والناقلات العصبية إلى الخلايا. يتضمن عملها تصميم مركبات جديدة تستهدف هذه المضخات، وهكذا يمكن استخدامها لعلاج الأمراض بما فيهم الآلام المزمنة والسرطان والأمراض العصبية.

## التأثير العلمي
بالإضافة إلى عملها في الكيمياء العصبية والصيدلة، عملت على المساواة والتنوع والشمول بين الجنسين. يتضمن التأثير العلمي لأبحاثها، كما تم قياسه باستخدام الاستشهادات ورقم H ، أكثر من 1700 اقتباس ورقم H من 19 في يوليو 2019. نشرت ريان مقالتين في مجلة ناتشر ومجلة ناتشر الهيكلية والأحياء الجزيئية في عام 2007.

## العمل في المساواة
كطالبة، لم تكن تفكر كثيرًا في النوع، نظرًا لأنه في العلوم الطبية الحيوية، «يبدو أن هناك الكثير من النساء حولها». مع ارتقائها في المراتب الأكاديمية، لاحظت أنه «على الرغم من ارتفاع عدد النساء في المستويات الجامعية والدكتوراه، كان هناك عدد قليل جدًا من النساء في المناصب الأكاديمية العليا». تم نشر عمل ريان حول المساواة بين الجنسين من قبل «أجندة المرأة» .
يتعمل ريان كموجهة. وهي تعتقد أنه لزيادة التنوع في الأوساط الأكاديمية، يجب ألا نغير الشخص، لكننا «نحتاج إلى تغيير منهجي جذري». 

## الجوائز والترشيحات والجوائز
- وصلت إلى المرحلة النهائية من جوائز أجندة المرأة للقيادة (2018).[9]
- جي ايه يونج ميدال، كلية سيدني الطبية (2017).[10]
- التوجيه والقيادة المتميزان، جائزة التميز في كلية الطب في سيدني (2017).
- جائزة تول بوبي، المعهد الأسترالي للسياسة والعلوم (2012).[11]
- جائزة ايه كيه ماكلنتير، الجمعية الفسيولوجية الأسترالية (2010).[12]
- جائزة الباحث الشاب، مؤتمر لورين بروتين (2008).
- جائزة دينيس وايد جونسون وجونسون للباحث الجديد، الجمعية الأسترالية لعلوم الأدوية والسموم السريرية والتجريبية (2007).[13]
- محاضرة باربرا إيل، معهد فيكتور تشانغ لأبحاث القلب (2007).
- ميدالية ريبيكا كوبر، معهد بوش (2007). [14]
- جائزة أفضل نشر لبحث ما بعد الدكتوراه، الجمعية الفسيولوجية الأسترالية (2007).[15]

## روابط خارجية
- رينيه ريان منشورات مفهرسة من قبل جوجل سكولار